# Sul de Minas Gerais
O Sul de Minas Gerais, também conhecido como Sul de Minas, é a porção ao sul do estado de Minas Gerais, correspondendo, na divisão estadual atual do IBGE, às regiões geográficas intermediárias de Varginha e Pouso Alegre.
O sul de Minas Gerais apresenta grandes altitudes e um clima ameno, fortemente influenciado pela Serra da Mantiqueira. Sua economia é altamente agrícola, com destaque para as plantações cafeeiras, sendo referência mundial, com destaques para os municípios de Pedralva e Carmo de Minas na Serra da Mantiqueira e Campos Gerais, onde fica a maior concentração do plantio. A região também possui importantes destinos turísticos, como Poços de Caldas, Monte Verde e São Lourenço.
Alguns municípios estão sofrendo intensa industrialização, como Varginha, Pouso Alegre, Extrema, Poços de Caldas, Itajubá, Paraisópolis e Ouro Fino. A cidade de Santa Rita do Sapucaí se destaca por possuir industrias de alta tecnologia, sendo um polo nacional nas áreas de eletrônica, telecomunicações, computação e biomédica.

## História

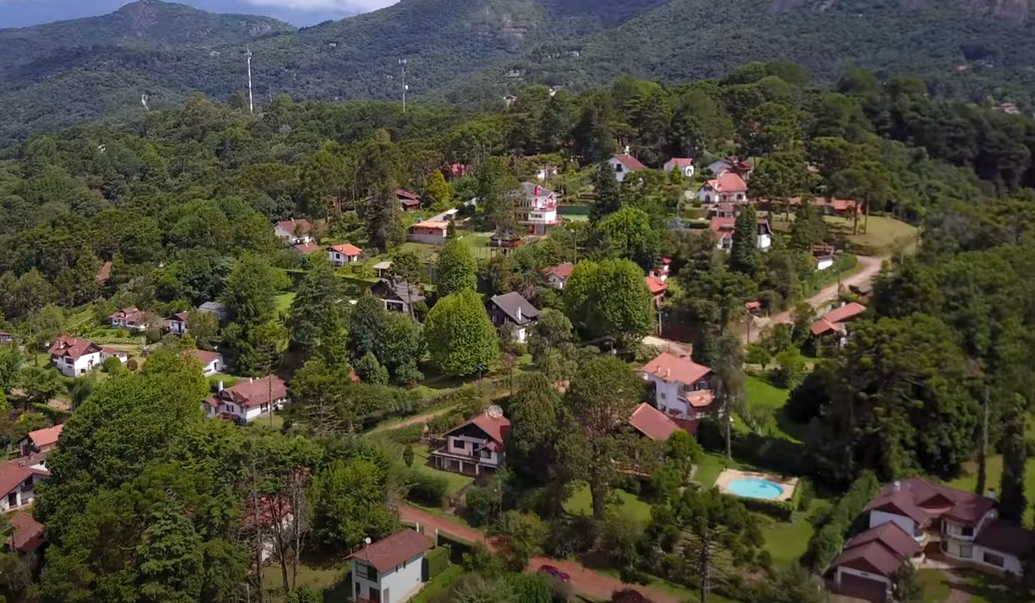
Monte Verde, o povoado mais alto de Minas Gerais, está situado no Sul de Minas, no município de Camanducaia.

O povoamento colonial da região se iniciou entre o final do século XVII e início do XVIII, com a chegada de paulistas, muitos dos quais, após perderem o controle das jazidas de ouro após a Guerra dos Emboabas, migraram para a região que, durante o ciclo do ouro, foi uma das principais produtoras de alimentos para as vilas mineradoras. Após a cisão da Capitania de São Paulo e Minas de Ouro, em 1720, a região continuou sendo controlada pelos paulistas, agora como parte da Capitania de São Paulo.
Em 1748, a Capitania de São Paulo deixa de existir, sendo rebaixada à condição de comarca, ficando subordinada, juntamente com a Comarca de Paranaguá, à Capitania do Rio de Janeiro. Aproveitando a fragilidade dos paulistas, Luís Diogo Lobo da Silva, governador da Capitania de Minas Gerais, realizou uma expedição estratégica à margem esquerda dos rios Sapucaí e Grande, abrindo picadas, instituindo registros e tomando posse de paróquias que estavam sob o poder da Arquidiocese de São Paulo, para depois anexar essa área, que corresponde a grande parte do Sul de Minas, a Minas Gerais. Alguns meses após ocupação e anexação mineira, a coroa portuguesa, a decidiu restaurar a autonomia de São Paulo, em 1765, que passou a servir de 'barreira' para proteger o Brasil de invasões espanholas.
A primeira vila da região sul-mineira foi Campanha, criada em 1798.
No final do século XVIII e início do século XIX, com o fim da mineração, o Sul de Minas sofreu impactos econômicos e demográficos: os descendentes dos colonizadores paulistas que ali habitavam deixaram a região, pois o fim do ciclo do ouro impactou a economia dependente do fornecimento de alimentos para as jazidas, e eles retornaram à Capitania de São Paulo, se fixando nas regiões de Campinas, Piracicaba, Itu e do Vale do Paraíba, onde prosperava o cultivo da cana-de-açúcar. Ao mesmo tempo, muitos migrantes vindos das decantes vilas mineradoras, como Vila Rica, Mariana, Sabará e São João del-Rei, se fixaram no Sul de Minas, se dedicando à agropecuária.
O desenvolvimento sul-mineiro começou a se acelerar, principalmente após a Independência do Brasil, devido à policultura, tendo como gêneros café, cana-de-açúcar, arroz, milho, feijão e algodão. Houve criação de muitas vilas, como Baependi (1814), Jacuí (1814), Lavras (1831), Pouso Alegre (1831), Aiuruoca (1834), Três Pontas (1841), Campo Belo (1848), São Sebastião do Paraíso (1870) e Poços de Caldas (1888).
Durante a República Velha, o Sul de Minas contribuiu com a política estadual e nacional, sendo berço dos presidentes da República Venceslau Brás e Delfim Moreira, do vice-presidente Bueno Paiva e dos governadores de Minas Gerais Francisco Antônio de Sales, Bueno Brandão e Silviano Brandão. Também durante esse período, a região recebeu imigrantes italianos.

## População

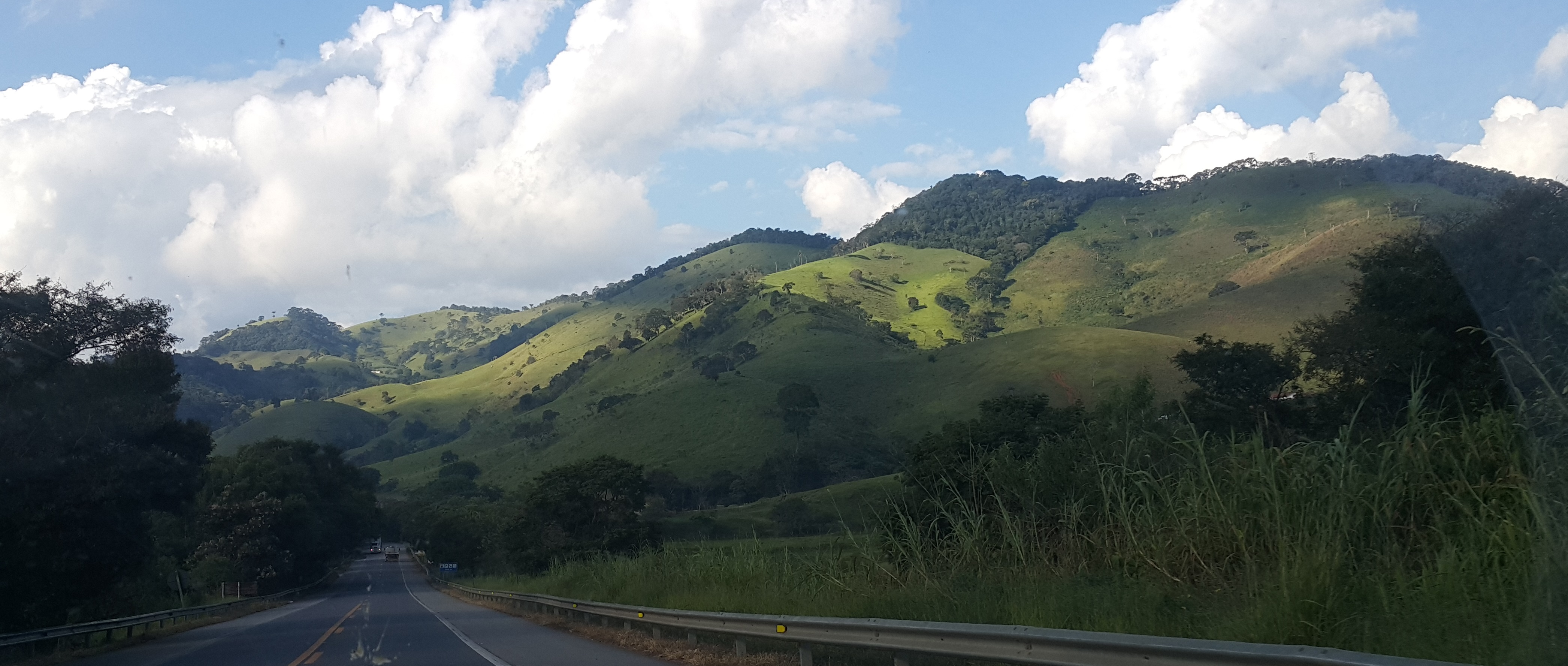
Morros da Serra da Mantiqueira na região de divisa entre os municípios de Sapucaí-Mirim (MG) e São Bento do Sapucaí (SP).

Segundo o censo 2022, a população do Sul de Minas Gerais é de 2 912 938 habitantes, o que corresponde a 14,2% da população mineira. Sabendo que essa região possui uma área de 57 576,849 km², isso lhe confere uma densidade demográfica de 50,59 hab./km², um valor acima da densidade demográfica estadual.
Segundo a estimativa populacional de 2017, a região contava naquele ano com 17 municípios cuja população era superior a 30 mil habitantes.